# Подвойский, Иван Ильич
Подвойский Иван Ильич (1889, Кунашовка, Нежинский район — 1937) — русский революционер, советский работник. Участник революции в России и Гражданской войны. Младший брат советского партийного и государственного деятеля Н. И. Подвойского.

## Биография
Родился в 1889 году в селе Кунашовка Черниговской губернии в семье сельского священника-учителя Ильи Михайловича, по национальности украинца. Младший брат советского партийного и государственного деятеля Н. И. Подвойского.
До 1917 – профессиональный революционер, большевик, неоднократно подвергался арестам, ссылкам. В январе 1918 года – председатель революционного комитета посёлка Гурзуф в Крыму. С января 1918 – представитель Центрального управления по снабжению Красной армии на Мурмане. Один из организаторов на Мурмане в 1918 году рыбацких кооперативов, факторий в посёлках Териберка, Чупа, Княжая Губа, на острове Кильдин, в городах Мурманск, Кандалакша. После июля 1918 года будучи арестован властями Северной области, заключенный Печенгской тюрьмы, плавучей тюрьмы на линкоре «Чесма», дважды бежал, последний раз успешно в северную Норвегию, из которой вернулся в СССР в 1923 году.
По некоторым данным в середине 1920-х работал в агитационном 1-м агропоезде им. В. И.. Ленина.

## Память
В память установления в Гурзуфе власти большевиков в здании библиотеки гостиниц Губонина где находился Гурзуфский ревком, которым руководил Иван Ильич Подвойский и матрос Рудольф Вагул в 1967 году на фасаде библиотеки установили две мемориальные доски, в начале 1990-х годов демонтированные и хранящиеся в помещении библиотеки.